# 傑貝阿里港
傑貝阿里港 (阿拉伯语：‎)為位於阿拉伯联合酋长国杜拜傑貝阿里的深水港。傑貝阿里港為世界貨櫃吞吐量第九大的港口，並為中東地區最大的人工港及吞吐量最大港口。傑貝阿里港建設始於1970年代後期，以輔助拉希德港。